# مايالين تشوراوت
مايالين تشوراوت يوراميندي (بالإسبانية: Maialen Chourraut Yurramendi، ولدت في 8 مارس 1983، سان سباستيان، إسبانيا) رياضية إسبانية. تتنافس في رياضة كانو- كاياك، تتخصص في سباق التعرج المائي (Canoe Slalom).
حصلت على الميدالية البرونزية في دورة الألعاب الأولمبية الصيفية عام 2012 في لندن، كما حازت على الميدالية الفضية والبرونزية في بطولات العالم للكانو كاياك للتعرج المائي (Canoe Slalom).

## إنجازاتها

### الألعاب الأولمبية الصيفية
- 2012 لندن  المملكة المتحدة:  ميدالية برونزية في سباق الكاياك «كي 1».

### بطولة العالم للكانو كاياك (التعرج المائي)
- 2009 سيو دي أورغيل  إسبانيا:  ميدالية فضية في سباق الكاياك «كي 1».
- 2011 براتيسلافا  سلوفاكيا:  ميدالية برونزية في سباق الكاياك «كي 1».